# Kaffeine
Kaffeine é um programa de computador que permite a reprodução de arquivos de áudio e vídeo codificados em diferentes formatos, e que executa no ambiente gráfico KDE, sobre sistema operacional Linux. Sua distribuição é regida pela licença GPL, estando na categoria de software livre.  O Kaffeine é normalmente encontrado na maioria dos pacotes de instalação do KDE.